# Liste der Mitglieder des Landtags des Herzogtums Sachsen-Altenburg (1895–1897)
Diese Liste gibt einen Überblick über alle Mitglieder des Landtages des Herzogtums Sachsen-Altenburg von 1895 bis 1897.

## Allgemeines
Die Abgeordneten wurden gemäß dem Wahlgesetz vom 31. Mai 1870 bestimmt. Der Landtag bestand danach aus 30 direkt gewählten Abgeordneten: Neun Abgeordnete wurden von der Stadtbevölkerung, zwölf von der Landbevölkerung und neun von den Höchstbesteuerten gewählt. Das passive Wahlrecht hatte jeder steuerpflichtige männliche Staatsbürger, der das 25. Lebensjahr erreicht hat. Die Abgeordneten wurden für drei Jahre gewählt.

## Liste
| Name                | Kurie            | Wahlbezirk      |                        | Beschreibung                                   |
| ------------------- | ---------------- | --------------- | ---------------------- | ---------------------------------------------- |
| Edmund Schmidt      | Höchstbesteuerte | 1               | Altenburg              | Fabrikbesitzer, Geheimer Kommerzienrat         |
| Hermann Donath      | Höchstbesteuerte | 2               | Schmölln               | Fabrikbesitzer, Geheimer Kommerzienrat         |
| Arno Kröber         | Höchstbesteuerte | 3               | Kauerndorf             | Rentier                                        |
| Adam Schneider      | Höchstbesteuerte | 4               | Langenleuba-Niederhain | Gemeindevorsteher, Rentier                     |
| Hermann von Bloedau | Höchstbesteuerte | 5               | Ehrenberg              | Rittergutsbesitzer, Kammerherr                 |
| Julius Kröber       | Höchstbesteuerte | 6               | Dobraschütz            | Gutsbesitzer                                   |
| Friedrich Kämpfe    | Höchstbesteuerte | 7               | Eisenberg              | Fabrikbesitzer, Kommerzienrat                  |
| Robert Lehn         | Höchstbesteuerte | 8               | Petersberg             | Mühlenbesitzer (Stünzmühle)                    |
| Emil Oelßner        | Höchstbesteuerte | 9               | Schlöben               | Mühlenbesitzer (Scheermühle)                   |
| Gustav Oßwald       | Städte & Land    | 1, 1. Abteilung | Altenburg              | Oberbürgermeister                              |
| Otto Hase           | Städte & Land    | 1, 2. Abteilung | Altenburg              | Rechtsanwalt und Notar                         |
| Edmund Buchwald     | Städte & Land    | 1, 3. Abteilung | Altenburg              | Buchbinder                                     |
| Kurt Ulrich         | Städte & Land    | 2, 1. Abteilung | Ronneburg              | Bürgermeister                                  |
| Arno Köhler         | Städte & Land    | 2, 2. Abteilung | Meuselwitz             | Schnittwarenhändler                            |
| Hermann Käppler     | Städte & Land    | 2, 3. Abteilung | Altenburg              | Müller                                         |
| Franz Kühn          | Städte & Land    | 3, 1. Abteilung | Monstab                | Amtsvorsteher, Gutsbesitzer                    |
| Mollo Kresse        | Städte & Land    | 3, 2. Abteilung | Lehma                  | Amtsvorsteher, Gutsbesitzer                    |
| Robert Reim         | Städte & Land    | 3, 3. Abteilung | Münsa                  | Handarbeiter                                   |
| Curt Stöhr          | Städte & Land    | 4, 1. Abteilung | Altenburg              | Landrat, Rittergutsbesitzer                    |
| Jacob Kahnt         | Städte & Land    | 4, 2. Abteilung | Vollmershain           | Amtsvorsteher, Gutsbesitzer                    |
| Max Schüler         | Städte & Land    | 4, 3. Abteilung | Ronneburg              | Materialwarenhändler.                          |
| Emil Claus          | Städte & Land    | 5, 1. Abteilung | Eisenberg              | Bürgermeister                                  |
| Moritz Schilling    | Städte & Land    | 5, 2. Abteilung | Roda                   | Expediteur                                     |
| Julius Herrmann     | Städte & Land    | 5, 3. Abteilung | Kahla                  | Rektor                                         |
| Ferdinand Häcker    | Städte & Land    | 6, 1. Abteilung | Tünschütz              | Amtsvorsteher                                  |
| Louis Prager        | Städte & Land    | 6, 2. Abteilung | Kleinebersdorf         | Amtsvorsteher                                  |
| Karl Opel           | Städte & Land    | 6, 3. Abteilung | Hermsdorf              | Gemeindevorsteher, Holzhändler                 |
| Adolf Bolz          | Städte & Land    | 7, 1. Abteilung | Rausdorf               | Gemeindevorsteher, Gutsbesitzer                |
| Benjamin von Kropff | Städte & Land    | 7, 2. Abteilung | Roda                   | Landrat, Kammerherr und Geheimer Regierungsrat |
| Karl Kärcher        | Städte & Land    | 7, 3. Abteilung | Löbschütz              | Zimmermeister                                  |